# Ural (râu)

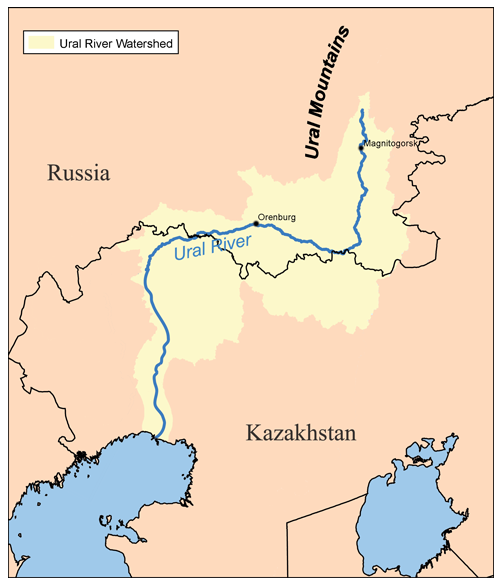
Fluviul Ural

Uralul (în rusă Урал, transliterat: Ural, în kazahă Jaiîq, cu alfabetul chirilic: Жайық, denumirea anterioară în rusă: Яик/Jaik, până la Revolta lui Pugaciov) este un fluviu euro-asiatic, ceea ce înseamnă că este la granița dintre continentele Europa și Asia, având lungimea de 2.428 km, cu un bazin hidrografic de 244.280 km². Afluenții cei mai importanți sunt Sakmara (760 km) și Ilek, care se varsă la Orenburg în fluviul Ural.

## Cursul fluviului
Fluviul își are obârșia în Munții Ural la circa 150 km de Magnitogorsk, având un curs între două lanțuri muntoase în direcția nord sud, prin lacul de acumulare Iriklinskiy spre Orsk. În apropiere de Orsk face o curbură de 90°, cunoscută sub numele de Curbura Uralului, schimbând cursul spre vest (Orenburg), iar după ce a traversat stepa kazahă (adică, în Kazahstan), curge spre sud (acolo fiind navigabil); pe urmă, traversează depresiunea caspică. La circa 500 km distanță (în linie aeriană) de Oral se varsă, în regiunea Kazahstanului de vest, la Atîrau (rus. Guriev cu 146.400 locuitori), printr-o deltă mlăștinoasă cu mai multe ramuri, în Marea Caspică.

## Regiune de graniță
Fluviul Ural, împreună cu Munții Ural, definește în prezent granița dintre continentul european și cel asiatic.

## Localități situate pe râul Ural
- Magnitogorsk
- Orsk
- Orenburg
- Oral
- Atîrau